# (7301) Matsuitakafumi
(7301) Matsuitakafumi est un astéroïde de la ceinture principale.

## Description
(7301) Matsuitakafumi est un astéroïde de la ceinture principale. Il fut découvert le 2 janvier 1993 à Yakiimo par Akira Natori et Takeshi Urata. Il présente une orbite caractérisée par un demi-grand axe de 2,59 UA, une excentricité de 0,22 et une inclinaison de 9,2° par rapport à l'écliptique.

## Compléments